# Врбовець
Врбовець (хорв. Vrbovec) — місто в Хорватії, у Загребській жупанії.

## Загальні відомості
Врбовець розташований за 30 кілометрів на схід від столиці країни Загреба. На відстані 11 кілометрів на південний схід знаходиться селище Діброва, ще 12 кілометрів далі — місто Чазма. За 20 кілометрів на північний схід розташоване місто Крижевці, за 38 кілометрів на схід — Б'єловар, за 30 кілометрів на північний захід знаходиться Дуго Село.
Врбовець пов'язаний зі столицею країни двома автомобільними шосе: автобаном А4 (відгалуження від основної лінії автобану Св. Єлена — Врбовець), а також старою дорогою Загреб — Дуго Село — Врбовець — Беловар. Крім цих доріг з міста також йде шосе на північний схід у напрямку на Крижевці і Копривниці і на південний схід до Діброви, Чазми та далі в Гарешницю.
У місті також є залізнична станція на лінії Загреб — Копривниця — Будапешт.

## Історія
Перша згадка про місто датується 21 квітня 1244 року, місто згадується в грамоті угорського короля Бели IV.

## Населення
Населення громади за даними перепису 2011 року становило 14 797 осіб. Населення самого міста становило 4 947 осіб.
Динаміка чисельності населення громади:
Динаміка чисельності населення міста:

## Економіка
Найбільша промислова галузь міста — харчова, найбільше підприємство — м'ясопереробна фабрика ПІК Врбовець. Також у місті є підприємства будівельної індустрії і металообробки.

## Пам'ятки

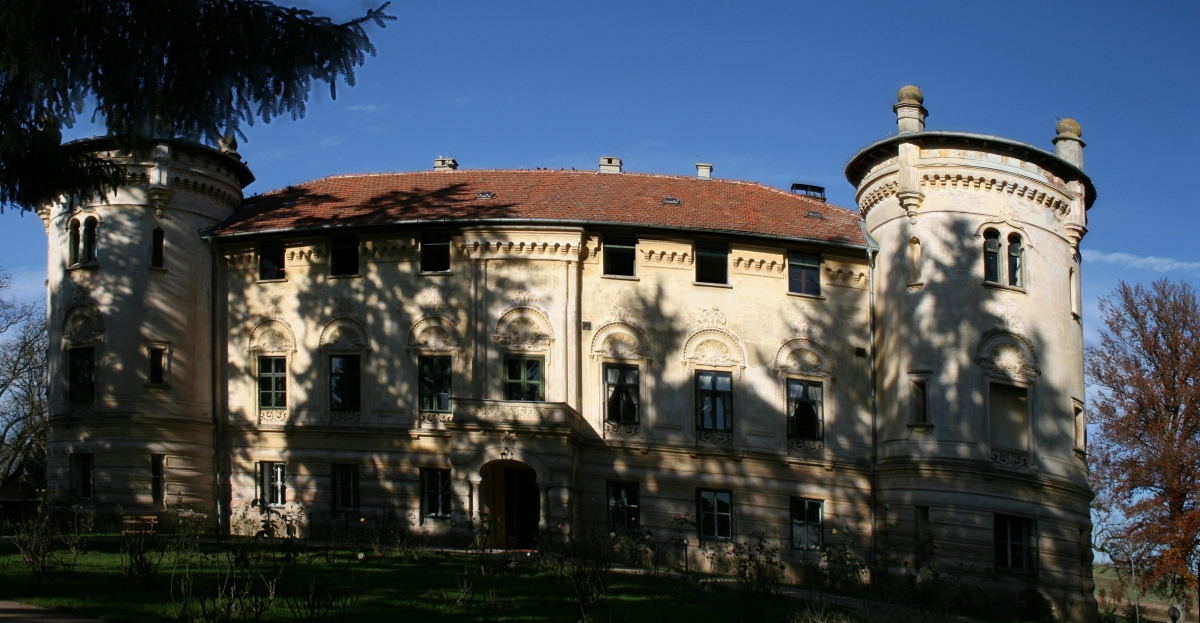
Замок Ловречина

- Церква св. Віта — побудована в XVII ст., перебудована та реконструйована в 1964 .
- Замок Ловречина — розташований неподалік від міста, вперше згадане в XIII столітті.
- Замок сім'ї Патачич.
- Вежа бана Петра Зринського.

## Населені пункти
Крім міста Врбовець, до громади також входять:
- Баново
- Брчевець
- Целине
- Церик
- Цер'є
- Діянеш
- Доній Ткалець
- Дулепська
- Дживан
- Гай
- Горній Ткалець
- Гостович
- Граберанець
- Граберщак
- Греда
- Хрушковиця
- Конак
- Кркач
- Кучари
- Лоніця
- Ловрецька Варош
- Ловрецька Велика
- Лука
- Луково
- Маренич
- Мартинська Вес
- Населє-Стєпана-Радича
- Неговець
- Ново Село
- Песковець
- Пираковець
- Подолець
- Поляна
- Полянський Луг
- Прилесє
- Самоборець
- Савська Цеста
- Тополовець
- Врбовецький Павловець
- Врховець
- Жунці

## Клімат
Середня річна температура становить 10,65 °C, середня максимальна — 25,60 °C, а середня мінімальна — -6,64 °C. Середня річна кількість опадів — 819 мм.
| Клімат міста                                  | Клімат міста | Клімат міста | Клімат міста | Клімат міста | Клімат міста | Клімат міста | Клімат міста | Клімат міста | Клімат міста | Клімат міста | Клімат міста | Клімат міста | Клімат міста |
| Показник                                      | Січ.         | Лют.         | Бер.         | Квіт.        | Трав.        | Черв.        | Лип.         | Серп.        | Вер.         | Жовт.        | Лист.        | Груд.        |              |
| Середній максимум, °C                         | 6,21         | 8,46         | 13,04        | 17,18        | 22,34        | 25,60        | 24,88        | 24,25        | 20,10        | 14,85        | 9,16         | 4,91         |              |
| Середня температура, °C                       | −0,2         | 2,00         | 6,61         | 10,76        | 15,91        | 19,18        | 20,77        | 20,13        | 16,00        | 10,74        | 5,04         | 0,81         |              |
| Середній мінімум, °C                          | −6,64        | −4,39        | 0,20         | 4,33         | 9,50         | 12,76        | 16,65        | 16,02        | 11,88        | 6,62         | 0,92         | −3,31        |              |
| Норма опадів, мм                              | 45           | 44           | 52           | 62           | 74           | 90           | 76           | 78           | 77           | 79           | 81           | 61           |              |
| Середньомісячна швидкість вітру, м/с          | 2.00         | 2.20         | 2.60         | 2.50         | 2.30         | 2.10         | 2.00         | 1.80         | 1.90         | 1.90         | 2.00         | 2.00         |              |
| Середньомісячна сонячна радіація, кДж/м²·день | 4061         | 6846         | 10601        | 15042        | 19243        | 21209        | 22039        | 19188        | 14129        | 8697         | 4528         | 3293         |              |
| --------------------------------------------- | ------------ | ------------ | ------------ | ------------ | ------------ | ------------ | ------------ | ------------ | ------------ | ------------ | ------------ | ------------ | ------------ |
| Джерело:                                      |              |              |              |              |              |              |              |              |              |              |              |              |              |